# Kungliga Ingenjörsvetenskapsakademien
Kungl. Ingenjörsvetenskapsakademien, förkortad  IVA, är en kunglig akademi, grundad 24 oktober 1919 av Gustaf V på initiativ av kommerserådet Axel F. Enström (1875–1948). Den är världens äldsta ingenjörsvetenskapsakademi. IVA är den yngsta av de kungliga akademierna i Sverige, men den äldsta ingenjörsvetenskapsakademin i världen.  Akademin består av ca 1300 ledamöter (Lista över ledamöter av Ingenjörsvetenskapsakademien), varav en majoritet är verksamma i Sverige. Ledamotskap i akademien förkortas LIVA och utländsk ledamotskap förkortas LUVA.
IVA:s uppdrag bygger på att främja tekniska och ekonomiska vetenskaper och näringslivets utveckling. En viktig del av akademins arbete är kopplat till dess projekt- och programverksamhet. Fokus ligger på att förmedla kunskap som kan bidra till en hållbar utveckling inom samhällsviktiga kunskapsfält som digitalisering, energi och resurser, forskning och innovation, samhällsbyggnad, kompetensförsörjning och entreprenörskap. 

## Historik
IVA bildades i en tid då ingenjörsyrket börjat få ett allmänt erkännande i samhället. Det behövdes en akademi som kunde främja samhällsutvecklingen genom att driva den teknologiska forskningen framåt. I Sverige och Europa efterfrågades nya lösningar för att råda bot på den akuta bränslebrist som uppstått under första världskriget.    
Till en början låg IVA:s huvudfokus på forskning och utvecklingen inom energiteknik. Under årens lopp har verksamheten breddats till att främja forskning inom fler teknikfält, men också inom de ekonomiska vetenskaperna. Sedan 50-talet driver IVA även ett näringslivsråd med fokus på näringslivets utveckling.
Föregångare till IVA var Sveriges Industriförbund (bildat 1910) och  Kommerskollegiets industribyrå (som startade sin verksamhet 1912). Sedan 1919 har akademien sina lokaler i Ingenjörsvetenskapsakademiens byggnad vid Grev Turegatan 12–16.
En viktig uppgift för Akademien är att vara en mötesplats och den egna verksamheten arrangerar runt 120 möten och seminarier varje år i egna lokaler hos IVA konferenscenter, som öppnades i början av 1980-talet. IVA konferenscenter är också till för externa kunder. 

## Utdelade priser och utmärkelser
- Stora guldmedaljen, sedan 1924
- Guldmedaljen, sedan 1921
- Brinellmedaljen, sedan 1936
- Guldplaketten, delades ut mellan 1951 och 2002
- Hedersledamotstecken, sedan 1919
- Tacktecken, sedan 2002
- Axel F. Enströmmedaljen, 1959–1981
- Minnesmedaljen/minnesskriften, sedan 1924
- Chester Carlsons forskningspris, sedan 1985
- IVA:s pris för vetenskaplighet inom journalistik, sedan 2015
- Hans Werthén Fonden

## Ledning
IVA:s verksamhet och uppdrag regleras i akademiens stadgar. IVA styrs av ett presidium som fungerar som akademiens styrelse. IVA:s högsta beslutande organ är Akademisammankomsten. IVA:s kansli och kansliets ledningsgrupp arbetar med akademiens operativa verksamhet och driver utvecklings- och förändringsarbete.

### Verkställande direktörer
Följande personer har varit verkställande direktörer för IVA:
- 1919–1940: Axel F. Enström
- 1941–1959: Edy Velander
- 1960–1970: Sven Brohult
- 1971–1982: Gunnar Hambraeus
- 1982–1994: Hans G. Forsberg
- 1995–2000: Kurt Östlund
- 1999–2001: (tillförordnad) Enrico Deiaco
- 2001–2008: Lena Treschow Torell
- 2008–2017: Björn O. Nilsson
- 2017–2024: Tuula Teeri
- 2024-2030: Sylvia Schwaag Serger[2]

### Preses
Följande personer har varit preses för IVA:
- 1919–1922: Gustaf Ekman
- 1923–1923: Knut Jacob Beskow
- 1923–1925: Henning Pleijel
- 1926–1928: Sven Lübeck
- 1929–1931: Tore Lindmark
- 1932–1934: Gösta Malm
- 1935–1937: Sigfrid Edström
- 1938–1940: Axel Enström
- 1941–1944: Waldemar Borgquist
- 1945–1947: Sigurd Nauckhoff
- 1948–1949: Fredrik Göransson
- 1950–1952: Henning Fransén
- 1953–1953: Helge Ericson
- 1953–1955: Sven Schwartz
- 1956–1959: Karl-Gustaf Ljungdahl
- 1960–1962: Donovan Werner
- 1963–1965: Håkan Sterky
- 1966–1970: Halvard Liander
- 1971–1973: Sven Brohult
- 1974–1976: Arne Lundberg
- 1977–1979: Erland Waldenström
- 1980–1982: Nils Gralén
- 1983–1985: Gunnar Hambraeus
- 1986–1988: Sten Gustafsson
- 1989–1991: Sven Olving
- 1992:          Björn Svedberg
- 1993–1995: Stig Hagström
- 1996–1997: Bert-Olof Svanholm
- 1997–2001: Björn Svedberg
- 2002–2004: Arne Wittlöv
- 2005–2008: Hans Dalborg
- 2009–2011: Lena Treschow Torell
- 2012–2017: Leif Johansson
- 2018–2021[4]: Carl-Henric Svanberg
- 2022-2024: Marcus Wallenberg

### Vice preses
Följande personer har varit vice preses
- 1989-1991   Bengt Kredell
- 1990-1992   Ragnar Uppman
- 1991-1993   Johan Myhrman
- 1991-1993   Karl Johan Åström
- 1992-1994   Ulf Lundkvist
- 1993-1995   Janne Carlsson
- 1994-1996   Nils-Gösta Vannerberg
- 1994-1996   Carl Johan Åberg
- 1995-1997   Kerstin Niblaeus
- 1996-1998   Anders Sjöberg
- 1997-1999   Ulf Jakobsson
- 1997-1999   Anders Vedin
- 1998-2000   Arne Wittlöv
- 1999-2001   Kristina Glimelius
- 2000-2002   Christer Zetterberg
- 2000-2002   Bengt Kasemo
- 2001-2003   Jan Martinsson
- 2002-2004   Cristina Glad
- 2003-2005   Peggy Bruzelius
- 2003-2005   Jan-Eric Sundgren
- 2004-2006   Billy Fredriksson
- 2005-2007   Karin Markides
- 2006-2008   Björn Hägglund
- 2006-2008   Erik Sandewall
- 2007-2009   Jan Uddenfeldt
- 2008-2010   Karl-Olof Hammarkvist
- 2009-2011   Charlotte Brogren
- 2009-2011   Peter Gudmundson
- 2010-2012   Staffan Josephson
- 2011-2013   Björn Savén
- 2012-2014   Lena Gustafsson
- 2012-2014   Margareta Norell Bergendahl
- 2013-2015   Marie Ehrling
- 2013-2015   Erik Lautmann
- 2014-2016   Anders Nyrén
- 2015-2017   Pam Fredman
- 2015-2017   Maria Strömme
- 2016-2018   Eva Hamilton
- 2016-2018   Pontus Braunerhjelm
- 2017-2019   Hans Stråberg
- 2018-2020   Pia Sandvik
- 2018-2020   Johan Sterte
- 2019-2021   Cecilia Hermansson
- 2020-2022   Magdalena Gerger
- 2020-2022   Magnus Hall
- 2021-2023   Stefan Bengtsson
- 2021-2023   Kristina Edström

## Avdelningar
IVA:s ca 1000 svenska ledamöter är indelade i tolv avdelningar. Avdelningarna bevakar och arbetar med frågor inom sitt område, bland annat genom att arrangera seminarier och andra aktiviteter kopplade till aktuella händelser i omvärlden. Avdelningarna deltar i arbetet med IVA:s program, projekt och remissvar inom sina specialistområden, och föreslår inval av nya ledamöter. Avdelningssekreterare är alltid en medarbetare på IVA:s kansli. 

### I Maskinteknik
Maskinteknik, vetenskaper som generar effektiv teknisk framtagning av tekniska produkter och system. Frågor om integration av produktutveckling och tillverkning.

### II Elektroteknik
De elektrotekniska, elektroniska och programvarutekniska vetenskaperna samt frågor som rör system, anläggningar, apparater, komponenter och material.

### III Samhällsbyggnad
Tekniska frågor gällande byggnader, anläggningar och transporter. Övergripande frågor om gestaltning, planering, processer, projektstyrning samt energi, miljö- och vattenresursfrågor.

### IV Kemiteknik
Kemi och kemiteknik.  Analysera  och ta initiativ i frågor där kemibaserad kunskap bidrar till en ekonomiskt och miljömässigt hållbar utveckling.

### V Bergs- och materialteknik
Bergs- och mineral- och material teknik i alla stadier från uppletning av malmer och mineral, forskning kring nya material till framställning av färdiga material som metaller, keramer och polymerer.

### VI Företagande och ledarskap
Företagsekonomi, industriell ekonomi och organisation, teknikhistoria och ekonomisk historia. Frågor kring företagande och ledarskap som kan bidra till utvecklingen av mer effektiva, konkurrenskraftiga och innovativa verksamheter inom näringsliv och förvaltning.

### VII Teknikens grunder och gränsområden
De tekniska grundvetenskaperna, teknikens industriella tillämpningar samt teknikens gränsvetenskaper.

### VIII - Skogsnäringens teknik
Skogsbruksteknik, processteknik samt system för hantering av råvaror och produkter inom skogsnäringen. Frågor som är väsentliga för skogsbruk och skogsindustrier i bred bemärkelse.

### IX Ekonomi
De ekonomiska vetenskaperna med fokus på nationalekonomi och dess koppling till företagsekonomi samt samspelet mellan ekonomi och teknik. Frågor av vikt för Sveriges ekonomi och dess funktionssätt.

### X Bioteknik
Bioteknik, livsmedelsteknik, medicinsk teknik, miljöteknik och processteknik samt dess tillämpningar framförallt inom grundläggande forskning, läkemedelsindustri/sjukvård samt jordbruk/livsmedelsindustri. Frågor som kan stimulera utvecklingen inom bioteknik.

### XI Utbildning och forskning
Utbildningssystemets innehåll och organisation, ledning av forskning och utveckling inom universitet, högskolor, institut och näringsliv.  Förvaltning av offentliga system och tjänsteföretag, FoU-verksamhetens stödsystem, forskning om forskning och utvecklingsverksamhet samt teknik- och näringslivshistoria.

### XII Informationsteknik
Datavetenskap, informationsteknik och telekommunikation samt dessas tillämpningar och betydelse för samhällsutvecklingen.